# Egernia douglasi
Egernia douglasi là một loài thằn lằn trong họ Scincidae. Loài này được Glauert mô tả khoa học đầu tiên năm 1956.